# بتلفیلد (میزوری)
بتلفیلد (به انگلیسی: Battlefield) یک شهر در ایالات متحده آمریکا است که در شهرستان گرین، میزوری واقع شده‌است. بتلفیلد ۶٫۴۷ کیلومتر مربع مساحت و ۵٬۵۹۰ نفر جمعیت دارد و ۳۸۸ متر بالاتر از سطح دریا واقع شده‌است.